# Tiếng Sasak
Tiếng Sasak là ngôn ngữ của người Sasak, dân tộc chiếm đa số trên đảo Lombok của Indonesia. Nó gần gũi với tiếng Bali và tiếng Sumbawa trên các đảo lân cận. Tiếng Sasak không có địa vị chính thức; ngôn ngữ quốc gia, tiếng Indonesia, là ngôn ngữ chính thức và ngôn ngữ văn học trên toàn đất nước.
Một số phương ngữ, tương ứng với các vùng của Lombok, có mức thông hiểu lẫn nhau thấp. Tiếng Sasak có nhiều "cấp từ vựng" (register) được dùng tùy theo mối quan hệ giữa người nói và người nghe, tương tự với tiếng Java và tiếng Bali.
Dù không được dùng làm ngôn ngữ viết nhiều, tiếng Sasak vẫn được sử dụng trong văn bản truyền thống viết trên lá thốt nốt khô. Hệ thống chữ viết tiếng Sasak gần như đồng nhất với chữ Bali.

## Tình trạng

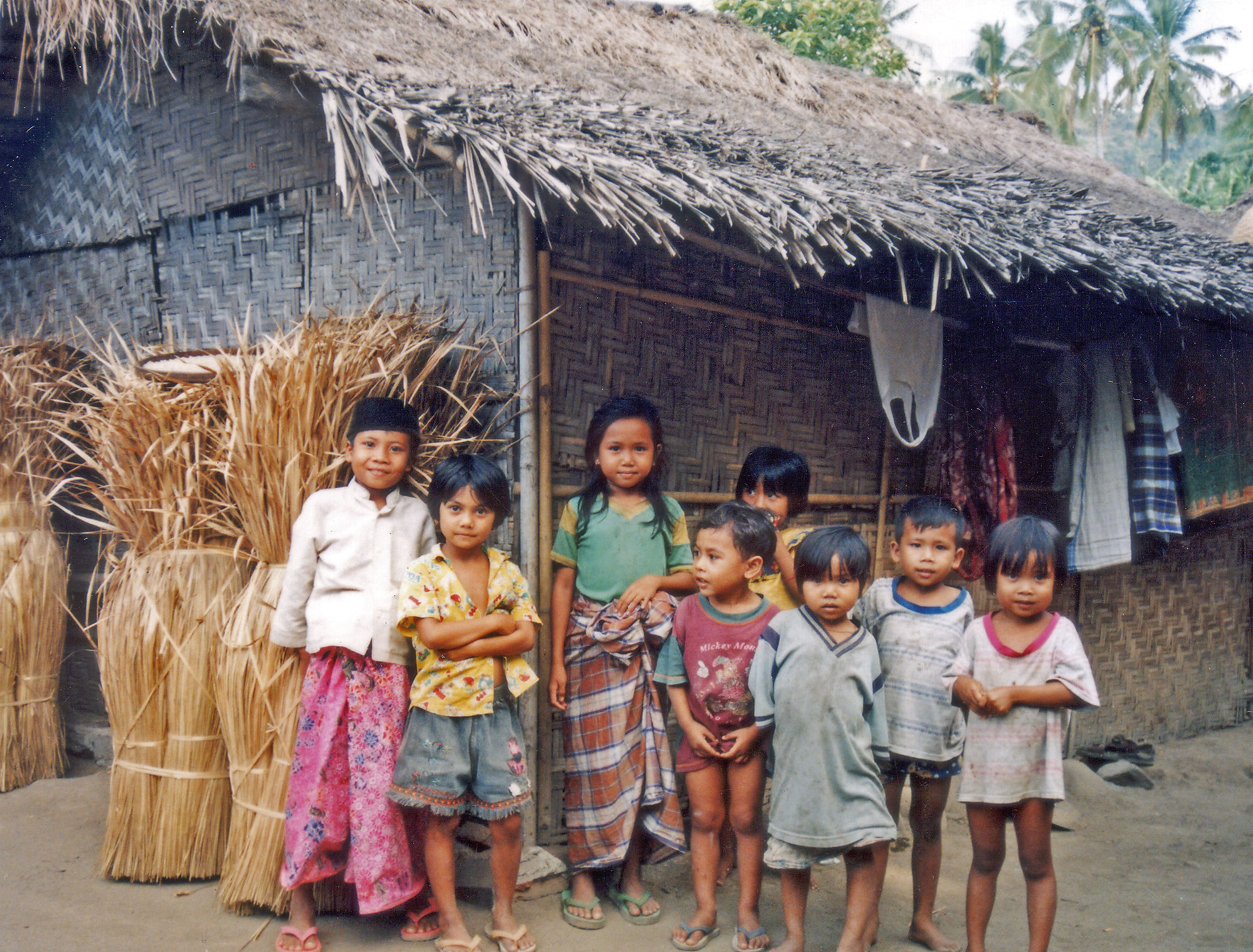
Trẻ em Sasak tại một ngôi làng ở Lombok

Tiếng Sasak là ngôn ngữ của người Sasak trên đảo Lombok (thuộc Nusa Tenggara Barat, Indonesia), một hòn đảo nằm giữa Bali (về phía tây) và Sumbawa (về phía đông). Số người nói ngôn ngữ này là 2,7 triệu tính đến năm 2010, xấp xỉ 85% dân số Lombok. Tiếng Sasak được nói trong gia đình và với người quen, nhưng hoàn toàn không có địa vị chính thức. Ngôn ngữ quốc gia, tiếng Indonesia, là ngôn ngữ của giáo dục, chính phủ, văn học và giao tiếp giữa các dân tộc. Sasak không phải là dân tộc duy nhất ở Lombok; có khoảng 300.000 người Bali sống chủ yếu ở miền tây và lân cận Mataram, tỉnh lỵ của Nusa Tenggara Barat. Ở các đô thị, nơi nhiều có sự đa dạng dân tộc, người dân thiên về việc nói tiếng Indonesia hơn, nhưng chủ yếu vẫn pha trộn và thay đổi qua lại ngôn ngữ chứ không từ bỏ hẳn tiếng Sasak.

## Phân loại và các ngôn ngữ liên quan

Tiếng Sasak và các ngôn ngữ Malay-Sumbawa liên quan

Nhà ngôn ngữ học K. Alexander Adelaar xem tiếng Sasak như một ngôn ngữ thuộc nhánh Malay-Sumbawa trong nhóm Malay-Polynesia Tây trong nghiên cứu 2005. Ngôn ngữ gần nhất với tiếng Sasak là tiếng Sumbawa và, cùng với tiếng Bali, chúng tạo tên nhóm Balinese-Sasak-Sumbawa (BSS). BSS, nhóm Malay (bao gồm tiếng Mã Lai, tiếng Indonesia và tiếng Minangkabau) và nhóm Chăm (như tiếng Aceh) kết hợp lại thành nhóm Malay-Sumbawa. Adelaar cũng xếp tiếng Java và tiếng Madura vào Malay-Polynesia Tây. Cách phân loại này đặt tiếng Java ra ngoài Malay-Sumbawa, dù ngôn ngữ này từng được xếp vào đây.
Kawi, một ngôn ngữ văn học dựa trên tiếng Java cổ, đã ảnh hưởng đáng kể lên tiếng Sasak. Nó được dùng trong múa rối nước, thơ và văn bản viết trên lá thốt nốt, và có khi được pha vào tiếng Sasak. Kawi xuất hiện trong giao tiếp "cực kỳ trang trọng" (cấp trên cả lối nói "cao" của tiếng Sasak), nhất là trong giới thượng lưu của xã hội gọi là mènak.

## Âm vị và ngữ âm học
|           | Môi | Môi | Chân răng | Chân răng | Sau chân răng | Sau chân răng | Vòm | Vòm | Ngạc mềm | Ngạc mềm | Thanh hầu | Thanh hầu |
| --------- | --- | --- | --------- | --------- | ------------- | ------------- | --- | --- | -------- | -------- | --------- | --------- |
| Mũi       |     | m   |           | n         |               |               |     | ɲ   |          | ŋ        |           |           |
| Tắc       | p   | b   | t         | d         |               |               |     |     | k        | ɡ        | ʔ         |           |
| Rung      |     |     |           | r         |               |               |     |     |          |          |           |           |
| Tắc xát   |     |     |           |           | tʃ            | dʒ            |     |     |          |          |           |           |
| Xát       |     |     |           |           |               |               | ç   |     |          |          | h         |           |
| Tiếp cận  |     |     |           |           |               |               |     | j   |          | w        |           |           |
| Cạnh lưỡi |     |     |           | l         |               |               |     |     |          |          |           |           |

Các phương ngữ tiếng Sasak đều có tám nguyên âm, tính chất ngữ âm của chúng hơi khác nhau ở mỗi phương ngữ. Tám nguyên âm này được thể hiện bằng năm ký tự a, e, i, o và u khi viết, dấu phụ có khi được sử dụng để tránh gây hiểu lầm. Thường ở Indonesia, e thường dùng để chỉ âm schwa /ə/, é là nguyên âm trước nửa đóng /e/, è là nguyên âm trước nửa mở /ɛ/, ó là nguyên âm sau nửa đóng /o/ và ò là nguyên âm sau nửa mở /ɔ/.
|          | Trước | Giữa | Sau |
| -------- | ----- | ---- | --- |
| Đóng     | i     |      | u   |
| Nửa đóng | e     | ə    | o   |
| Nửa mở   | ɛ     |      | ɔ   |
| Mở       | a     |      |     |

### Nguyên âm đôi
Tiếng Sasak có các nguyên âm đôi (hai nguyên âm trong cùng một âm tiết) sau: /ae/, /ai/, /au/, /ia/, /uə/ và /oe/.

### Ngữ âm
Âm cuối được nhấn trong từ đa âm tiết. Gốc từ nếu kết thúc bằng /a/, thì /a/ sẽ biến thành âm schwa "căng"; ví dụ, bace ("đọc") xuất phát từ baca (như trong bacaan, "đang đọc" và pembacaan, "công cụ đọc"). Nếu trong từ ghép mà từ đầu tiên kết thúc bằng nguyên âm, thì âm /n/ (hoặc /ŋ/ trong một số phương ngữ) sẽ được thêm vào. Ví dụ, maten bulu ("lông mi") xuất phát từ mate ("mắt") và bulu ("lông").

## Ngữ pháp
Tiếng Sasak có thứ tự từ tương đối đa dạng. Mức độ sử dụng các cấu trúc tùy thuộc vào loại động từ trong mệnh đề (có phải động từ mũi hay không). Các mệnh đề có động từ mũi chủ yếu có dạng chủ-động-tân (SVO). Ngược lại, mệnh đề với động từ phi mũi thì không có cấu trúc nổi trội; ba cấu trúc chủ-động-tân, động-chủ-tân và tân-động-chủ có mật độ xuất hiện gần như nhau.
Động từ, giống với tất cả ngôn ngữ Tây Nam Đảo, không được chia theo thì, lối hay thể. Tất cả phụ tố đều mang tính phái sinh. Động từ có thể mang hai dạng: thường (còn gọi là dạng cơ sở hay "miệng") và "mũi". Dạng thường là dạng được liệt kê trong từ điển, còn dạng mũi có thêm tiền tố âm mũi n- (mà cũng xuất hiện dưới dạng nge-, m-, và một số khác). Ví dụ, dạng thường của từ "mua" 
là beli và dạng mũi là mbeli. Tiền tố âm mũi này có thể làm biến mất phụ âm đầu tiên của dạng thường. Nó có thể biến danh từ thành động từ; ví dụ, kupi ("cà phê") trở thành ngupi ("uống cà phê"). Tác dụng của tiền tố này biến thiên theo từng phương ngữ. Ví dụ, động từ trong các phương ngữ đông có thể mũi hóa trong ba trường hợp: thứ nhất để đánh dấu ngoại động từ, thứ hai là chỉ sự tập trung vị ngữ, thứ ba là chỉ một hành động kéo dài với một tân ngữ không rõ ràng nhận hành động. Câu ở lối cổ vũ và mệnh lệnh dùng động từ dạng thường.
Tiếng Sasak có một số clitic, tức một đơn vị ngữ pháp được phát âm như một phần của từ nhưng bản thân là một từ riêng biệt—tương tự clitic 'll (trong we'll) của tiếng Anh.

## Biến thể

### Phương ngữ
Tiếng Sasak biến đổi đáng kể theo vùng miền, ở cả ngữ âm, từ vựng và ngữ pháp. Người bản ngữ ghi nhận năm phương ngữ, dựa trên cách phát âm "như thế kia"-"như thế này": Kutó-Kuté, Nggetó-Nggeté, Menó-Mené, Ngenó-Ngené và Meriaq-Meriku. Tuy nhiên, nhà ngôn ngữ Peter K. Austin cho rằng chỉ năm phương ngữ chưa "thể hiện được sự biến thiên địa lí mạnh mẽ... được tìm thấy trong tiếng Sasak". Một số phương ngữ có mức độ thông hiểu lẫn nhau thấp.

### Cấp từ vựng
Người nói dùng những từ ngữ khác nhau, tùy theo vị thế xã hội của người nói đối với người nghe. Hệ thống này tương tự với trong tiếng Bali và tiếng Java. Có ba cấp từ vựng (thấp, vừa và cao), và một lối nói nhún nhường-kính cẩn. Ví dụ, đại từ ngôi thứ hai số ít ("bạn, anh, ông, ngài") cho thể là kamu (thấp), side (vừa), pelinggih (cao) và dekaji (kính cẩn). "Ăn" là mangan (thấp), bekelór (vừa), madaran (cao) và majengan (kính cẩn).
Tất cả các cấp trừ mức thấp được xem là alus ("lịch sự"). Chúng được dùng khi giao tiếp với người nói vai vế hay giai cấp xã hội cao hơn, nhất là với mènak (tầng lớp thượng lưu truyền thống, chiếm khoảng 8% dân cư). Cấp từ vựng thấp biến đổi theo từng phương ngữ, còn mỗi cấp từ vựng cao hơn ở các phương ngữ đều tương tự nhau. Theo Bernd Nothofer, hệ thống này được vay mượn từ tiếng Bali hoặc Java.